# 마르사실로크 FC
마르사실로크 FC(Marsaxlokk Football Club)는 몰타의 축구 클럽으로, 마르사실로크에 연고를 두고 있다.
마르사실로크는 1949년에 설립되었다. 현재까지 단 한번의 몰타 리그 우승 기록을 가지고 있는데 2006-07시즌에 우승한 기록이 있다.

## 역대 성적
- 몰타 프리미어리그

우승 (1): 2006-07
- 몰타 프리미어리그 준우승

우승 (1): 2007-08
- 몰타 1부 리그

우승 (1): 2001-02
- 몰타 2부 리그

우승 (1): 1999-00
- 몰타 3부 리그

우승 (1): 1970-71
- 몰타 3부 리그 준우승

우승 (3): 1973-74, 1985-86, 1991-92
- 몰타 컵 준우승

우승 (1): 2003-04

## 선수 명단

### 현역
- 선데이 아킨불(2023 ~ )
- 유리 지 제주스 메시아스(2023 ~ )